# Richtlinien für die Anlage von Landstraßen
Die Richtlinien für die Anlage von Landstraßen (kurz RAL) sind ein technisches Regelwerk für den Entwurf von Landstraßen in Deutschland, das am 16. Mai 2013 mit dem Allgemeinen Rundschreiben Straßenbau 08/2013 vom Bundesministerium für Verkehr, Bau und Stadtentwicklung bekanntgegeben wurde. Herausgeber ist die Forschungsgesellschaft für Straßen- und Verkehrswesen in Köln.
Die RAL geben den Stand der Technik wieder und sind beim Neubau sowie beim Um- und Ausbau von Landstraßen verbindlich anzuwenden, wenn eine Einführung von der obersten Straßenbaubehörde in dem betreffenden Bundesland erlassen wurde. Da von den Festlegungen jedoch nicht alle möglichen Entwurfsaufgaben abgedeckt werden können, bleibt dem Verkehrsplaner ein Ermessensspielraum und in begründeten Einzelfällen kann von den Festlegungen auch abgewichen werden.

## Grundlagen
Das Regelwerk gilt für alle Straßen, die gemäß den Richtlinien für integrierte Netzgestaltung (RIN) den Straßenkategorien LS I bis LS IV (ggf. auch LS V) zugeordnet sind (Landstraßen). Demgegenüber werden alle Innerortsstraßen (Kategoriegruppen ES, HS und VS) in den Richtlinien für die Anlage von Stadtstraßen (RASt) behandelt und alle Straßen der Kategorie AS (Autobahnen) in den Richtlinien für die Anlage von Autobahnen (RAA). Die einzige Ausnahme bilden hochfrequentierte Landstraßen, die eine bestimmte tägliche Verkehrsstärke überschreiten. Für diese gelten zwar grundsätzlich weiterhin die RAL, letztere verweisen hinsichtlich von Bau und Betrieb jedoch auf die Regelungen der RAA.
Anhand der in dem Regelwerk aufgeführten Grundsätze, Entwurfselemente und Ausstattungsmerkmale können Verkehrsplaner sichere und funktionsgerechte Landstraßen entwerfen. Gleichzeitig wird durch die Anwendung der RAL der Neubau sowie der Um- und Ausbau von Landstraßen in Deutschland standardisiert.
Bisher gültige Regelwerke haben mit der Bekanntgabe der RAL ihre Gültigkeit verloren. Im Einzelnen betrifft dies folgende Regelwerke:
- Richtlinien für die Anlage von Landstraßen (RAL), Teil Knotenpunkte (RAL-K), Abschnitt 2: Planfreie Knotenpunkte (RAL-K-2), Ausgabe 1976
- Aktuelle Hinweise zur Gestaltung planfreier Knotenpunkte außerhalb bebauter Gebiete (Ergänzungen zu den RAL-K-2) (AH RAL-K-2), Ausgabe 1993
- Entwurfshinweise für planfreie Knotenpunkte an Straßen der Kategoriengruppe B (Ergänzungen zu den RAL-K-2) (RAS-K-2-B), Ausgabe 1995
- Richtlinien für die Anlage von Straßen (RAS), Teil Querschnitte (RAS-Q), Ausgabe 1996
- Richtlinien für die Anlage von Straßen (RAS), Teil Linienführung (RAS-L), Ausgabe 1995
- Richtlinien für die Anlage von Straßen (RAS), Teil Knotenpunkte (RAS-K), Abschnitt 1: Plangleiche Knotenpunkte (RAS-K-1), Ausgabe 1988

## Inhalt
Die RAL gliedern sich in insgesamt sieben Abschnitte und acht Anhänge. Nach einer Einführung im ersten Abschnitt werden im zweiten Abschnitt die wesentlichen vier Ziele erläutert, die beim Entwurf von Landstraßen vom Verkehrsplaner zu berücksichtigen sind. Demnach soll die Landstraße eine hohe Verkehrssicherheit und Verkehrsqualität aufweisen und zugleich möglichst umweltverträglich und kostengünstig herzustellen, zu erhalten und zu betreiben sein. Der Abschnitt nennt zudem Einflussgrößen, mit deren Hilfe die vorgenannten Ziele erreicht werden können.
Der dritte Abschnitt vermittelt dem Verkehrsplaner Grundlagen zum Planungsablauf und beschreibt die einzelnen Planungsstufen von der Vorplanung bis zur Ausführungsplanung. Neu gegenüber der zuvor gültigen RAS-L ist die Definition von vier verschiedenen Entwurfsklassen (EKL 1 bis EKL 4).
Im vierten Abschnitt werden Regelquerschnitte aufgezählt. Festlegungen zum Entwurf der Linienführung und von Knotenpunkten können den Abschnitten fünf und sechs entnommen werden. Der siebte Abschnitt geht abschließend auf die zugehörige Straßenausstattung ein.
Der Anhang enthält unter anderem eine Vielzahl von Konstruktionshinweisen zu Knotenpunktselementen und eine umfangreiche Beispielsammlung zu allen Arten von Knotenpunkten.

## Einführung in Bundesländern
Die RAL ist eingeführt worden in den Bundesländern Berlin, Brandenburg, Mecklenburg-Vorpommern, Niedersachsen, Nordrhein-Westfalen, Saarland, Sachsen-Anhalt, Schleswig-Holstein, Thüringen. Mit jeweils ggf. größeren landeseigenen Abweichungen ist sie in Bayern, Baden-Württemberg, Hessen, Sachsen eingeführt worden. Bremen und Hamburg haben die RAL zum Stand 2015 (noch) nicht eingeführt. Einen Überblick zu den Anpassungen und die Quellen mit Stand 2018 gibt eine Forschungsarbeit der Bundesanstalt für Straßenwesen.